# Musée de Skógar
Le musée de Skógar, en islandais Skógasafn, est un écomusée d'Islande situé dans le village de Skógar, dans le Sud du pays.
Fondé en 1949 à l'initiative de Þórður Tómasson (1911), le musée occupait à l'origine une pièce au sous-sol de l'école de Skógar. Sa notoriété grandissant en même temps que le nombre d'objets exposés, il fallut bientôt penser à déménager le musée dans un bâtiment spécialement conçu pour abriter la collection. Ce fut chose faite en 1956.
Aujourd'hui, le musée compte une collection extensive d'objets illustrant la vie en Islande de la période du peuplement à l'époque moderne. Plus de 12 000 objets sont présentés à travers trois espaces différents et néanmoins complémentaires.
Le premier et plus ancien bâtiment abrite l'écomusée en lui-même, sur trois étages. Y sont exposés des objets et documents illustrant la vie des islandais d'autrefois, simples fermiers ou pêcheurs : outils de pêche, matériel agricole, objets d'usage quotidien en corne ou bois échoué, manuscrits et livres, entre autres un original de la première bible islandaise Guðbrandsbiblía imprimée en 1584.
Le musée en plein air présente des bâtiments et habitats traditionnels islandais (ferme en tourbe traditionnelle, église luthérienne, école, maisons...). Hormis l'église luthérienne consacrée en 1998, qui a été construite à partir d'éléments d'églises anciennes, tous les bâtiments présentés au musée sont originaux, qui pour certains ont été habités jusque dans les années 1970.
Le fondateur du musée Þórður Tómasson, avec l'aide d'autres passionné(e)s de la conservation du patrimoine, a déconstruit pièce par pièce ces bâtiments pour les remonter à l'identique au musée.
En 2002, un troisième espace est venu s'ajouter au musée : le musée des transports et des télécommunications. Différentes expositions y sont présentées : l'histoire des transports et de la mise en place de l'infrastructure routière en Islande, l'histoire des services postaux et de l'électrification, et dans la section télécommunications, l'histoire du réseau téléphonique ainsi que la plus grande collection islandaise de téléphones portables/portatifs.
L'écomusée abrite aussi les archives régionales et la collection naturaliste d'Andrés Valberg.